# Nephthea aberrans
Nephthea aberrans är en korallart som beskrevs av Verseveldt 1968. Nephthea aberrans ingår i släktet Nephthea och familjen Nephtheidae. Inga underarter finns listade i Catalogue of Life.